# Pheggomisetes
Pheggomisetes is een geslacht van kevers uit de familie van de loopkevers (Carabidae). De wetenschappelijke naam van het geslacht is voor het eerst geldig gepubliceerd in 1923 door Knirsch.

## Soorten
Het geslacht Pheggomisetes omvat de volgende soorten:
- Pheggomisetes buresi (Knirsch, 1923)
- Pheggomisetes globiceps Burasch, 1925
- Pheggomisetes radevi Knirsch, 1924